# Atomosia similis
Atomosia similis là một loài ruồi trong họ Asilidae. Atomosia similis được Bigot miêu tả năm 1856. Loài này phân bố ở vùng Tân nhiệt đới.